# Пятьсот евро
 Пятьсот евро  — на сегодняшний день максимальный номинал среди билетов евро. Кроме того, данная банкнота является одной из самых дорогих в мире. В ряде стран — не членов ЕС, в которых возможно внесение наличных евро на банковские счета в этой валюте, данная банкнота запрещена к приёму специализированными банкоматами.

## Внешний вид
Размер данной банкноты 160 на 82 мм — максимальный из существующих билетов евро, выполнена в фиолетово-сиреневых тонах. Как и остальные банкноты, 500 евро содержит наименование валюты, номинал, флаг Евросоюза, подпись президента Европейского центрального банка, 12 звёзд ЕС, год выпуска и специальные элементы защиты банкноты. На обеих сторонах расположены современные элементы архитектуры, символизирующие направление XX века — модернизм: остеклённо-бетонная конструкция на аверсе и схема висячих мостов на реверсе.

## Обращение
Выпускался в обращение с 2002 года. По состоянию на май 2013 года насчитывалось около 582 806 900 банкнот данного номинала (то есть 291,4 млрд евро от денежной массы), поэтому билет 500 евро является второй по мере распространённости в Европе. Ответственным за печать является Европейский центральный банк. 500 евро выпускается не во всех странах Евросоюза.
Изготовление банкнот прекращено в 2014 году.
4 мая 2016 года Совет управляющих ЕЦБ объявил, что в конце 2018 года будет прекращён выпуск в обращение банкнот в 500 евро, фактически же запрет на выпуск вступил в силу 27 апреля 2019 года. Причина прекращения выпуска — борьба с нелегальными финансовыми транзакциями (отмывание денег, уклонение от налогов, финансирование терроризма), которые облегчаются компактностью и малой массой крупных денежных сумм в банкнотах по 500 евро (для сравнения, эквивалентная сумма в долларовых банкнотах наибольшего номинала, 100 долларов, весит в 6 раз больше). Все выпущенные к этому времени банкноты будут продолжать использоваться в обращении и являться законным платёжным средством.